# Fenny Heemskerk
Fenny Heemskerk, später auch Fenny Haak-Heemskerk, (* 3. Dezember 1919 in Amsterdam; † 8. Juni 2007 in Amersfoort) war eine niederländische Schachspielerin.

## Leben
Als begeisterte Schachspieler weckten Heemskerks Eltern frühzeitig ihr Spielinteresse. Mit ihrer Mutter nahm sie 1936 an der Niederländischen Frauenmeisterschaft teil und wurde auf Anhieb Zweite. Im Jahr darauf gewann sie mit 17 Jahren den ersten ihrer insgesamt zehn Landesmeistertitel. Im Alter von 20 Jahren heiratete Fenny Heemskerk einen Schachspieler, von dem sie sich nach vier Jahren trennte. Danach verdiente sie sich ihren Lebensunterhalt als Marktfrau auf Wochenmärkten. Trotz mangelnden Trainings nahm sie auf eigene Kosten und mit Erfolg an Schachturnieren teil. Im Jahre 1949 erhielt Heemskerk eine Einladung zum WM-Turnier der Frauen in Moskau.
Sie belegte den 8. Platz mit 8 Punkten aus 15 Partien. Ein in ihrem Heimatland eingerichteter Hilfsfonds ermöglichte ihr, beim Kandidatenturnier Moskau 1952 Lodewijk Prins als Sekundant zu verpflichten. Fenny Heemskerk spielte das Turnier ihres Lebens. Sie schlug die Favoritinnen reihenweise. In Führung liegend erkrankte sie, musste Partien nachspielen und wurde trotzdem am Ende noch Zweite hinter der späteren Weltmeisterin Jelisaweta Bykowa. Heemskerk gewann 1937, 1939, 1946, 1948, 1950, 1952, 1954, 1956, 1958 und 1961 die niederländische Meisterschaft der Frauen und nahm mit den Niederlanden an den Schacholympiaden der Frauen 1957, 1963, 1966 und 1969 teil.
Nach ihrem Karriereende unterrichtete Heemskerk Schach an Schulen und Volkshochschulen. Im Jahre 1978 ernannte sie der Weltschachbund FIDE zur Internationalen Großmeisterin der Frauen (WGM). 1950 war ihr der Titel Internationale Meisterin der Frauen (WIM) verliehen worden.